# 馬達瓦
馬達瓦是尼日爾南部的城市，由塔瓦大區負責管轄，位於薩赫勒的肥沃平原，居民種植棉花、洋蔥和玉米，海拔高度335米，2001年人口22,175。

## 外部連結
- MSN Map[永久]

14°4′N 5°56′E / 14.067°N 5.933°E